# World Series of Poker 1986
Le World Series of Poker 1986 furono la diciassettesima edizione della manifestazione. Si tennero dal 10 al 23 maggio presso il casinò Binion's Horseshoe di Las Vegas.
Il vincitore del Main Event fu Berry Johnston.

## Eventi preliminari
| Evento                                          | Vincitore         | Premio   | Ultimo giocatore eliminato |
| ----------------------------------------------- | ----------------- | -------- | -------------------------- |
| $1.000 Limit Omaha                              | Jim Allen         | $48.400  | Jack Keller                |
| $2.500 Pot Limit Omaha con Rebuy                | David Baxter      | $127.000 | Eddie Schwettman           |
| $1.500 No Limit Hold'em                         | Hamid Dastmalchi  | $165.000 | Hans "Tuna" Lund           |
| $500 Ladies' Seven Card Stud                    | Barbara Enright   | $16.400  | Betty Carey                |
| $5.000 Deuce to Seven Draw con Rebuy            | Ron Graham        | $142.000 | Aubrey Day                 |
| $1.500 Limit Hold'em                            | Jay Heimowitz     | $175.800 | Frank Henderson            |
| $1.000 Seven Card Razz                          | Tom McEvoy        | $52.400  | Alma McClelland            |
| $1.000 Ace to Five Draw                         | J. B. Randall     | $69.200  | Clifford Roof              |
| $1.000 Seven Card Hi/Low Split                  | Tommy Fischer     | $73.600  | Carl Lao                   |
| $5.000 No Limit Ace to 5 Draw con Jolly e Rebuy | Mike Cox          | $118.000 | Jack Keller                |
| $1.500 Seven card stud                          | Sam Mastrogiannis | $80.000  | Rick Greider               |

## Main Event
I partecipanti al Main Event furono 141. Ciascuno di essi pagò un buy-in di 10.000 dollari.

### Tavolo finale
| Piazzamento | Nome           | Premio   |
| ----------- | -------------- | -------- |
| 1°          | Berry Johnston | $570.000 |
| 2°          | Mike Harthcock | $228.000 |
| 3°          | Gary Berland   | $114.000 |
| 4°          | Jesse Alto     | $62.700  |
| 5°          | Bill Smith     | $51.300  |
| 6°          | Roger Moore    | $39.900  |
| 7°          | Steve Lott     | $34.200  |
| 8°          | Jim Doman      | $22.800  |
| 9°          | Thomas Jacobs  | $17.100  |